# Raionul Șatki
Raionul Șatki (în rusă Шатковский район) este un raion administrativ și municipal, una dintre diviziunile administrative ale regiunii regiunii Nijni Novgorod a Federației Ruse.